# Туже (Поморське воєводство)
Туже (пол. Turze, нім. Groß Turse) — село в Польщі, у гміні Тчев Тчевського повіту Поморського воєводства.
Населення — 986 осіб (2011).
У 1975-1998 роках село належало до Гданського воєводства.

## Демографія
Демографічна структура станом на 31 березня 2011 року:
|          | Загалом | Допрацездатний вік | Працездатний вік | Постпрацездатний вік |
| -------- | ------- | ------------------ | ---------------- | -------------------- |
| Чоловіки | 489     | 118                | 341              | 30                   |
| Жінки    | 497     | 122                | 319              | 56                   |
| Разом    | 986     | 240                | 660              | 86                   |